# Hydroxylapatit
Hydroxylapatit (auch Hydroxyapatit, ehemals Apatit-(CaOH)) ist ein Mineral aus der Mineralklasse der „Phosphate, Arsenate und Vanadate“, das an verschiedenen Fundorten zum Teil reichlich vorhanden sein kann, insgesamt aber wenig verbreitet ist.
Hydroxylapatit kristallisiert im hexagonalen Kristallsystem mit der chemischen Zusammensetzung Ca5[OH|(PO4)3] und entwickelt meist kurz- bis langprismatische Kristalle von bis zu 30 cm Länge. Er findet sich aber auch in Form von niedrig-traubigen bis massigen Mineral-Aggregaten, stalaktitischen Formen und krustiger Überzüge. Zudem bildet Hydroxylapatit die Grundlage der Hartsubstanz (Knochen, Zähne) aller Wirbeltiere.
In reiner Form ist Hydroxylapatit farblos und durchsichtig. Durch vielfache Lichtbrechung aufgrund von Gitterbaufehlern oder polykristalliner Ausbildung kann er aber auch weiß erscheinen und durch Fremdbeimengungen eine graue, gelbe, grüne, braune oder schwarze Farbe annehmen, wobei die Transparenz entsprechend abnimmt. Seine Strichfarbe ist jedoch immer weiß.
Hydroxylapatit ist ein Mitglied der Apatitgruppe und bildet mit Chlorapatit (ehemals Apatit-(CaCl)) und Fluorapatit (ehemals Apatit-(CaF)) eine lückenlose Mischreihe.

## Etymologie und Geschichte
Der Name Hydroxylapatit weist einerseits auf seine enge Verwandtschaft und chemische Ähnlichkeit mit den anderen Mitgliedern der Apatitgruppe hin, andererseits auf das in der chemischen Zusammensetzung charakteristische Hydroxidion, das sich aber nach der ersten Formulierung der Apatite noch lange Zeit dem Nachweis entzog (unbemerkte Wasserbildung beim Veraschen und beim Auflösen der Proben in Säure).
1873 beschrieb Robert Warington die Bildung eines „hydrated oxygen apatite“ als Produkt der Hydrolyse von Calciumphosphat. Ein der Formel dieses hydratisierten Calciumoxid-Apatits entsprechendes natürlich vorkommendes Mineral wurde später von Damour als „Hydroapatit“ bezeichnet und 1912 durch Waldemar Theodore Schaller „Hydroxyapatit“ benannt.

## Klassifikation
Bereits in der veralteten 8. Auflage der Mineralsystematik nach Strunz gehörte der Hydroxylapatit zur Mineralklasse der „Phosphate, Arsenate, Vanadate“ und dort zur Abteilung „Wasserfreie Phosphate, Arsenate und Vanadate mit fremden Anionen“, wo er gemeinsam mit Apatit, Belovit, Carbonat-Fluorapatit und Chlorapatit in der „Apatit-Reihe“ mit der Systemnummer VII/B.16a steht.
Im zuletzt 2018 überarbeiteten „Lapis-Mineralienverzeichnis“, das sich im Aufbau noch nach dieser alten Form der Systematik von Karl Hugo Strunz richtet, erhielt das Mineral die System- und Mineralnummer VII/B.39-030. In der Lapis-Systematik entspricht dies ebenfalls der Abteilung „Wasserfreie Phosphate, mit fremden Anionen F,Cl,O,OH“, wo Hydroxylapatit zusammen mit Alforsit, Belovit-(Ce), Belovit-(La), Carbonat-Fluorapatit, Carbonat-Hydroxylapatit, Carlgieseckeit-(Nd), Chlorapatit, Deloneit, Fluorapatit, Fluorcaphit, Fluorphosphohedyphan, Fluorstrophit, Hedyphan, Hydroxylpyromorphit, Johnbaumit, Kuannersuit-(Ce), Mimetesit, Mimetesit-M (N), Miyahisait, Morelandit, Phosphohedyphan, Pieczkait, Pyromorphit, Stronadelphit, Svabit, Turneaureit, Vanackerit und Vanadinit die „Apatitgruppe“ mit der Systemnummer VII/B.39 bildet.
Auch die von der International Mineralogical Association (IMA) zuletzt 2009 aktualisierte 9. Auflage der Strunz’schen Mineralsystematik ordnet den Hydroxylapatit in die Abteilung „Phosphate usw. mit zusätzlichen Anionen; ohne H2O“ ein. Diese ist allerdings weiter unterteilt nach der relativen Größe der beteiligten Kationen und dem Stoffmengenverhältnis der zusätzlichen Anionen zum Phosphat-, Arsenat- bzw. Vanadatkomplex, so dass das Mineral entsprechend seiner Zusammensetzung in der Unterabteilung „Mit ausschließlich großen Kationen; (OH usw.) : RO4 = 0,33 : 1“ zu finden. Hier bildet es zusammen mit Alforsit, Belovit-(Ce), Belovit-(La), Carbonat-Fluorapatit, Carbonat-Hydroxylapatit, Chlorapatit, Fluorphosphohedyphan, Fluorstrophit, Hydroxylapatit-M, Deloneit-(Ce), Fermorit, Fluorapatit, Fluorcaphit, Hedyphan, Hydroxylpyromorphit, Johnbaumit, Kuannersuit-(Ce), Mimetesit, Morelandit, Phosphohedyphan, Pyromorphit, Svabit, Stronadelphit, Turneaureit und Vanadinit die „Apatit-Gruppe“ mit der Systemnummer 8.BN.05.
In der vorwiegend im englischen Sprachraum gebräuchlichen Systematik der Minerale nach Dana hat Hydroxylapatit die System- und Mineralnummer 41.08.01.03. Das entspricht ebenfalls der Klasse der „Phosphate, Arsenate und Vanadate“ und dort der Abteilung „Wasserfreie Phosphate etc., mit Hydroxyl oder Halogen“. Hier findet er sich innerhalb der Unterabteilung „Wasserfreie Phosphate etc., mit Hydroxyl oder Halogen mit (A)5  (XO4)3 Zq“ in der „Apatitgruppe“, in der auch Apatit, Fluorapatit, Chlorapatit, Carbonat-Fluorapatit, Carbonat-Hydroxylapatit, Belovit-(Ce), Belovit-(La), Kuannersuit-(Ce), Fluorstrophit, Fluorcaphit, Deloneit-(Ce), Stronadelphit, Fluorphosphohedyphan und Phosphohedyphan eingeordnet sind.

## Kristallstruktur
Hydroxylapatit kristallisiert hexagonal in der Raumgruppe P63/m (Raumgruppen-Nr. 176) mit den Gitterparametern a = 9,42 Å und c = 6,87 Å sowie 2 Formeleinheiten pro Elementarzelle.

## Bildung und Fundorte

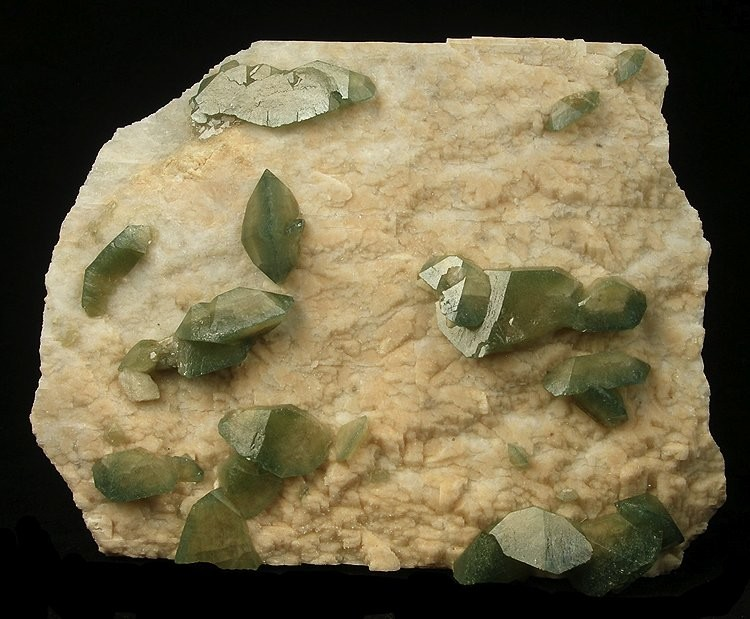
Mehrere kleine, grüne Hydroxylapatit-Kristalle auf Orthoklas aus der Sapo Mine, Minas Gerais, Brasilien (Größe: 11,4 × 9,0 × 2,4 cm.)

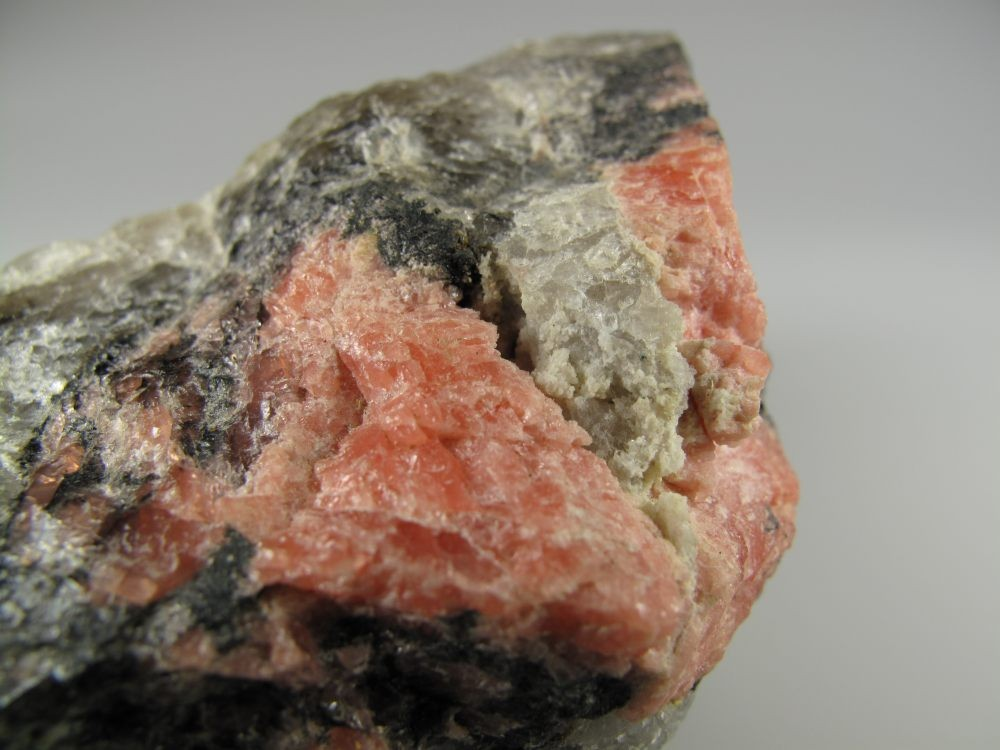
Weißer, massiger Hydroxylapatit und lachsfarbener Triplit aus der Morefield Mine bei Winterham, Amelia County, Virginia, USA

Hydroxylapatit bildet sich entweder metamorph in Serpentinit und Talkschiefer oder hydrothermal in Pegmatit. Zusätzlich wird es in verschiedenen Gesteinsschichten durch biogene Sedimentation aufgebaut. Begleitminerale sind unter anderem Brushit, Calcit, Montebrasit, Muskovit, Crandallit, Serpentinschiefer und Talk.
Insgesamt konnte Hydroxylapatit bisher (Stand: 2011) an rund 250 Fundorten nachgewiesen werden. Erwähnenswert aufgrund außergewöhnlicher Hydroxylfunde sind unter anderem Snarum in der norwegischen Provinz Buskerud, Hospental im Schweizer Kanton Uri und Eagle im US-Bundesstaat Colorado, wo jeweils Kristalle mit bis zu 3 cm Durchmesser entdeckt wurden.
In Deutschland fand sich das Mineral unter anderem im bayerischen Fichtelgebirge und Spessart, bei Neuhof, im Odenwald, bei Waldgirmes und Wiesbaden-Naurod in Hessen, Bad Harzburg in Niedersachsen, Neheim-Hüsten in Nordrhein-Westfalen, bei Rheinbreitbach in Rheinland-Pfalz, an mehreren Orten des sächsischen Erzgebirges, bei Barmstedt in Schleswig-Holstein und bei Ilfeld in Thüringen.
In Österreich trat Hydroxylapatit bei Badersdorf im Burgenland, am Brandrücken in der Kärntener Koralpe, an mehreren Orten Krieglachs in der Steiermark sowie im Bregenzerwaldgebirge in Vorarlberg auf. In der Schweiz wurde das Mineral unter anderem bei Sils im Engadin/Segl im Kanton Graubünden, im Centovalli, am Lago Maggiore und bei Sambuco im Tessin gefunden.
Weitere Fundorte sind Argentinien, Äthiopien, Australien, die Bahamas, Bolivien, Brasilien, die kleine Antilleninsel Anguilla, China, Frankreich, Grönland, Iran, Italien, Japan, der Jemen, die Demokratische Republik Kongo, Kanada, Kuba, Malta, Mexiko, die Mongolei, Namibia, die Niederlande, Norwegen, Papua-Neuguinea, Polen, Puerto Rico, Rumänien, Russland, Saudi-Arabien, Schweden, die Seychellen, die Slowakei, Spanien, Südafrika, Thailand, Tschechien, die Türkei, Uganda, Ungarn, die Ukraine, Venezuela, das Vereinigte Königreich (Großbritannien) und die Vereinigten Staaten von Amerika (USA).

## Vorkommen in Lebewesen
Hydroxylapatit bildet die Grundlage der Hartsubstanz aller Wirbeltiere und entsteht im Körper durch Biomineralisation. Er ist in Knochen zu einem Anteil von etwa 40 %, in der Kalzifizierungszone von Gelenkknorpel, im Zahnbein (Dentin) zu 70 %, und im Zahnschmelz (Enamelum) zu 95 % enthalten. Demnach ist der Zahnschmelz mit einer Mohshärte von 5 das härteste Material unseres Körpers.
Zahnschmelz wird von Adamantoblasten (Ameloblasten, schmelzbildenden Zellen) gebildet. Diese Zellen sezernieren zunächst eine bindegewebige Substanz (Präenamelum). Nach dem Zahndurchbruch vollzieht sich der Hauptteil der Mineralisation: Durch Einlagerung von Ca2+ und Phosphaten in Form von Apatit erlangt der Zahnschmelz seine endgültige Härte.
Hydroxylapatit ist bei neutralen pH-Werten schwerlöslich und damit stabil. Kommt der Zahnschmelz jedoch mit sauren Lösungen mit pH < 5,5 in Kontakt, so demineralisiert er langsam. Das geschieht im Mund zumeist durch bakterielle Säuren und Fruchtsäuren:
{\displaystyle {\ce {Ca5(PO4)3OH + 4 H3O+ -> 5 Ca^2+ + 3 HPO4^2- + 5 H2O}}}
(Aus Hydroxylapatit entstehen unter Einfluss von Säuren – hier als Oxonium-Ion H3O+ dargestellt – Calciumionen, Hydrogenphosphat und Wasser)
Dem kann vorgebeugt werden, indem man das Hydroxid-Ion gegen ein Fluorid-Ion substituiert, beispielsweise durch Fluoridzusätze in Zahnpasten, Kochsalz oder Trinkwasser (siehe Fluoridierung).
{\displaystyle {\ce {Ca5(PO4)3OH + F^- -> Ca5(PO4)3F + OH-}}}
Fluorapatit besitzt bei gleichem pH-Wert ein viel geringeres Löslichkeitsprodukt, d. h., es dissoziieren weitaus weniger Ionen aus Fluorapatit als aus Hydroxylapatit. Das ist der Grund, warum Fluorapatit beständiger ist als das körpereigene Hydroxylapatit.
Das natürlich vorkommende Calciumphosphat entspricht nicht dem chemisch reinen und zu 100 % kristallinen Hydroxylapatit, sondern weist Substitutionen im Kristallgitter auf. In erster Linie findet bei Kontakt mit Carbonationen, zum Beispiel aus dem Blut und der Interstitialflüssigkeit, eine Substitution von PO43− durch CO32− statt. Weitere wichtige Substituenten in vivo sind vor allem Magnesium-, aber auch Natrium- und Zinkionen, ebenso biologische Spezies wie Citrat und Proteine.
Knochen, Zahnbein und Zahnschmelz bestehen nicht ausschließlich aus mineralischem Apatit. Vielmehr sind flache Partikel aus carbonatsubstituiertem Hydroxylapatit in eine Matrix aus Proteinen, vornehmlich Kollagen, eingebettet, wodurch das Knochenmaterial die Eigenschaften eines Verbundwerkstoffs erhält.

## Synthetische Herstellung
Hydroxylapatit kann im Labor hergestellt werden; er bildet sich als sehr langsamer Niederschlag in Form hexagonaler, nadelförmiger Ablagerungen extrem verdünnter Lösungen, die mit Calciumnitrat, Kaliumdihydrogenphosphat und Natronlauge erhalten werden.
{\displaystyle \mathrm {5\ Ca(NO_{3})_{2}+3\ KH_{2}PO_{4}+7\ NaOH\longrightarrow } }
{\displaystyle \mathrm {\ Ca_{5}(PO_{4})_{3}(OH)+3\ KNO_{3}+7\ NaNO_{3}+6\ H_{2}O} }
Eine weitere Möglichkeit zur Herstellung ist die Verwendung von Calciumhydroxid-Lösung und Phosphorsäure. Letztere wird dabei der Lösung zutitriert, bis ein Niederschlag entsteht. Die überschüssige Flüssigkeit wird bei ca. 1270 °C entfernt (Kalzinierung). Anschließend kann der entstehende Feststoff in Form gebracht werden.
Für die Herstellungen spielen die Löslichkeit und die pH-Stabilität verschiedener Calciumphosphate eine Rolle. Um aus wässriger Lösung Hydroxylapatit zu erhalten, muss ein molares Calcium-zu-Phosphat Verhältnis von 1,67 vorliegen, und idealerweise ein pH-Wert von 9,5 bis 12,0 eingehalten werden. Werden sehr geringe Konzentrationen verwendet, können die nanoskaligen Kristallisationskeime durch Zusatz von ionischen Spezies oder Polymeren wie SDS, CTAB, PEI, PVP und anderen, an der weiteren Agglomeration zu größeren Partikeln gehindert werden.
Eine weitere Herstellungsmethode ist das Tissue Engineering (dt. Gewebezüchtung), dabei werden auf einem Gerüst (Scaffold) Osteoblasten (knochenbildende Zellen) aufgebracht und einer Beschallung ausgesetzt. Diese ist beispielsweise dem Auftreten des menschlichen Fußes nachempfunden, so dass sich die Osteoblasten so verhalten, als würden sie im Körper wachsen.
Als Adsorbens für die Chromatographie von Proteinen entwickelte Arne Tiselius im Jahre 1954 die hier beschriebene Herstellung von Hydroxylapatit.

## Verwendung
In der chemischen Industrie stellt Hydroxylapatit ein wichtiges Erz zur Gewinnung von Phosphor und damit zur Herstellung von Düngemitteln und Phosphorsäure dar.
In der Medizin wird es als Biomaterial zum Knochenersatz (bone graft), zum Teil in Kombination mit β-Tricalciumphosphat, oder als bioaktive Beschichtung von Titanimplantaten zur Verbesserung des Knocheneinbaus eingesetzt.
Für die Beschichtung von Implantaten mit Hydroxylapatit gibt es den Ansatz, Oberflächen aus bioaktiver Glaskeramik über mehrere Tage in simulierter Körperflüssigkeit zu inkubieren. Die Konzentration von Calcium- und Phosphationen in der Lösung überschreitet das Löslichkeitsprodukt und es fällt nach und nach Calciumphosphat aus. Sind bezüglich pH-Wert und Zusammensetzung der simulierten Körperflüssigkeit die richtigen Voraussetzungen gegeben, wird eine dem Hydroxylapatit ähnliche bis gleiche Modifikation erhalten. Durch dieses Vorgehen ist es möglich, andere Stoffe im entstehenden Calciumphosphat als Kopräzipitat einzulagern. In Frage dafür kommen anorganische Bestandteile, wie Silizium, die durch eine veränderte Oberflächenbeschaffenheit die Osteokonduktivität fördern können. Ebenfalls erforscht wird die Einlagerung von Proteinen, vornehmlich Wachstumsfaktoren wie zum Beispiel BMPs, um dadurch auch Osteoinduktivität zu erreichen.
In der präparativen Proteinbiochemie findet Hydroxylapatit als stationäre Phase bei der chromatografischen Auftrennung von Proteinen, speziell Membranproteinen, Verwendung.
In der Genetik wird das Mineral in der DNA-DNA-Hybridisierung (einer älteren Methode zur Feststellung von Verwandtschaftsgraden bei Organismen) verwendet. Dabei wird seine Eigenschaft genutzt, dass es sich an DNA-Doppelstränge heftet, nicht jedoch an Einzelstränge. So können Doppelhelices von Einfachsträngen getrennt werden.
Hydroxylapatit ist zudem in speziellen Zahncremes als Zusatzstoff in sogenannten Sensitiv-Zahncremes enthalten.